# 金子仁 (啦啦隊)
金子仁（韓語：김자인，1995年12月5日—），本名金孜璘（韓文同音），韓國女藝人、啦啦隊員。

## 生平
2020年時曾獲得韓國慶南小姐的「美」及最上鏡獎。
背號不論在韓台均為71號，是希望自己能延續同樣的精神與心態在場上應援。

## 啦啦隊經歷

### 棒球之啦啦隊
| 年份       | 隊伍名稱 | 備註 |
| ---------- | -------- | ---- |
| 2021－2022 | NC恐龍   |      |

### 籃球之啦啦隊
| 年份      | 隊伍名稱      | 備註         |
| --------- | ------------- | ------------ |
| 2022-2023 | 釜山BNK       |              |
| 2023      | 釜山KCC宙斯盾 |              |
| 2024－    | 臺北富邦勇士  | Fubon Angels |

### 足球之啦啦隊
| 年份       | 隊伍名稱 | 備註 |
| ---------- | -------- | ---- |
| 2021－2022 | 大邱FC   |      |

## 備註
1. ↑  韓國慶尚南道的地區韓國小姐選拔。
2. ↑  韓國選美的獎項分為「真」、「善」、「美」，即第一名、第二名、第三名。而各區域初選後的第一名佳麗，會再參與全國性的韓國小姐選拔。

## 外部連結
- 金子仁的Instagram帳戶
- 金子仁的Youtube頻道